# Hayato Suzuki
Hayato Suzuki (鈴木 隼人 Suzuki Hayato?, nacido el 13 de mayo de 1982 en Shizuoka) es un exfutbolista japonés. Jugaba de centrocampista y su último club fue el Ventforet Kofu de Japón.

## Trayectoria

### Clubes
| Club            | País  | Año         |
| --------------- | ----- | ----------- |
| Shimizu S-Pulse | Japón | 2001 - 2004 |
| Ventforet Kofu  | Japón | 2005        |

## Palmarés

### Títulos nacionales
| Título             | Club            | País  | Año  |
| ------------------ | --------------- | ----- | ---- |
| Copa del Emperador | Shimizu S-Pulse | Japón | 2001 |